# Миксоматоз
Миксомато́з — острое вирусное заболевание млекопитающих отряда зайцеобразных, характеризующееся серозно-гнойным конъюнктивитом и образованием опухолей в области головы, ануса и наружных половых органов. Заболевание наносит очень большой экономический ущерб кролиководам.

## Возбудитель
Возбудителем заболевания является ДНК-содержащий вирус Myxomatosis cuniculorum, принадлежащий к роду лепорипоксвирусов, семейство поксвирусов (Poxviridae); патогенность для человека и других видов животных не установлена.

## Историческая справка
Это заболевание было впервые описано Джузеппе Санарелли и Альфонсо Сплендоре в Уругвае и Бразилии (работы 1896—1909 гг.); было установлено, что носителем вируса был один из местных видов зайцеобразных, выработавший невосприимчивость к нему. В 1950-е гг. миксоматоз был целенаправленно завезён для борьбы с дикими кроликами сперва в Австралию, что привело к сокращению кроличьей популяции с 600 до 100 млн, а затем во Францию; во Франции процесс вышел из-под контроля, и вирус миксоматоза распространился по всей Европе, из-за чего в 1952—1955 гг. были зафиксированы опустошительные эпизоотии. Однако в дальнейшем штамм возбудителя стал слабопатогенным и летальность от вируса снизилась. В 1954 г. в Европе возникла панзоотия миксоматоза, когда заболевание распространялось со скоростью 450 км в год, охватив все страны Европы. С момента открытия вирус мутировал и имеет много разновидностей, — если в Америке имеет место Калифорнийский штамм, то в Европе распространены штаммы Невромаксама и Ноттингемский.

## Эпизоотологические данные
К возбудителю заболевания восприимчивы дикие зайцы, пищухи, а также дикие и домашние кролики. Природным резервуаром миксоматоза являются дикие кролики и зайцы. В звероводческих хозяйствах источником инфекции обычно являются больные и переболевшие кролики. Больные животные выделяют вирус с истечениями из носа и глаз. Вирус в организме больного кролика локализуется в крови, коже, подкожной клетчатке и паренхиматозных органах. Основное значение в распространении инфекции имеют комары, мухи, клопы и кроличьи блохи, являющиеся механическими переносчиками вируса. Эпизоотии возникают сезонно — это обычно связано с периодом массового размножения насекомых-переносчиков (весенне-летний период).) Вирус в организме кровососущих насекомых может сохраняться до полугода.
Заражение также может произойти воздушно-капельным путём при близком контакте здорового животного с больным. Оставшиеся в живых переболевшие кролики длительное время являются вирусоносителями миксоматоза. Также отмечено, что после гибели популяции диких кроликов на определённой территории большая часть микроорганизмов также вымирает, поскольку они не могут развиваться в организме животных остальных видов, и в дальнейшем в ходе естественного отбора появляется новое поколение вирусов, обладающее меньшей эффективностью патогенного действия, чем предыдущее, но в то же время способное дольше существовать в популяциях кроликов, не оказывая никакого влияния на их численность.

## Клиническая картина
Инкубационный (скрытый) период болезни составляет 6—18 суток, в зависимости от общей резистентности организма животного. Болезнь проявляется острым серозно-гнойным конъюнктивитом (отек и слипание век, слизисто-гнойные истечения), образованием в области головы, ануса и наружных половых органов твердых подкожных опухолей. Кожа головы собирается в валикообразные складки, уши свисают («голова льва»).
Различают две формы миксоматоза: классическую (отечную) и нодулярную (узелковую). Болезнь в отёчной форме продолжается от 4 до 10 дней, иногда до 4 недель. 100 % кроликов, заболевших этой формой миксоматоза, погибают. Узелковая форма продолжается 30—40 дней, узелки (величиной от просяного зерна до голубиного яйца) образуются на спине, носу, лапах, веках и других частях тела, на 10-14 день они подвергаются некрозу. Смертность при этой форме составляет 50—70 %. При лечении современными противовирусными препаратами и обработке узелков йодом смертность — 30 %.
Первыми признаками миксоматоза при обеих формах является: покраснение в виде пятен или появление узелков на коже в области век, на ушных раковинах и в других местах. До появления первых высыпаний на коже за 1—2 дня у кроликов температура поднимается до 40—41 °C, а потом приходит к норме. Продолжительность болезни у взрослых кроликов 10—14 дней, у молодняка — до 7 дней.

В последнее время в хозяйствах промышленного типа стала регистрироваться новая форма миксоматоза, протекающая с поражением органов дыхания, слезотечением и насморком. При вскрытии павших кроликов обнаруживаются студенистые инфильтраты в подкожной клетчатке, а при длительном течении — воспаление легких, множественные узелки размером от просяного зерна до голубиного яйца. Отмечена эволюция вируса миксомы кроликов с преобладанием нетипичных форм болезни, таких как узелковая, респираторная, абортивная; атипичная и стёртая (Upton, С., J. L. Масеп, М. Schreiber, 1996).

## Патологоанатомические изменения
При узелковой форме течения болезни на ушах, глазах и носу появляются небольшие нарывы, которые постепенно увеличиваются и вскрываются, выделяя серозную жидкость и гной. При отечной форме течения болезни возникает отек подкожной клетчатки в местах образования опухолей. Опухоли беловатого цвета, при разрезе из них выделяется серозная жидкость. Легкие отечны и содержат воспалительные очаги. Гиперемия и увеличение лимфатических узлов и селезёнки, увеличение паренхимы почек.

## Диагноз
Диагноз «миксоматоз» ставят на основании эпизоотологических данных, характерных клинических признаков, патологоанатомических изменений и результатов лабораторных исследований. В кролиководческом хозяйстве для лабораторного анализа ветеринарно-санитарный врач отбирает патологический материал (поражённые участки кожи, пробы крови, кусочки паренхиматозных органов). Кусочки кожи и паренхиматозных органов помещает в 10—15 % раствор формалина. Отобранный патологический материал помещают в термос со льдом и с нарочным направляют в областную ветеринарную лабораторию для гистологических исследований на миксоматоз. При отрицательных результатах этого исследования и при отсутствии характерных клинических признаков лаборатория ставит биологическую пробу (заражённые здоровые кролики в лаборатории погибают на 3—6 день с признаками миксоматоза). При наличии специфического диагностикума проводят ПЦР-диагностику.

## Иммунитет
Выжившие после миксоматоза кролики и зайцы приобретают практически пожизненный иммунитет к этой болезни.

## Дифференциальный диагноз
Дифференцируют от инфекционного фиброматоза и стафилококкоза.

## Профилактика
Для предупреждения заболевания и активной иммунизации кроликов против миксоматоза в СНГ применяют сухую живую культуральную вакцину из штамма В-82 вируса миксоматоза кроликов. В России хорошо себя зарекомендовала ассоциированная вакцина против миксоматоза и вирусной геморрагической болезни кроликов изготовленной из штамма В-82 вируса миксомы кроликов и убитого штамма В-87 вируса геморрагической болезни кроликов. Вакцина представляет собой сухую пористую массу от бледно-розового до светло-коричневого цвета. Вакцину расфасовывают по 0,5 или 1,2 мл в стерильные ампулы вместимостью 2, 3, 5, 6 мл, во флаконы ёмкостью 10 и 20 мл, содержащие 5—120 иммунизирующих доз.
Вакцину применяют внутримышечно, подкожно, внутрикожно для иммунизации здоровых кроликов в благополучных, угрожаемых и неблагополучных по миксоматозу и ВГБК (вирусной геморрагической болезни кроликов) пунктах. В благополучных и угрожаемых пунктах кроликов иммунизируют однократно, начиная с 1,5-месячного возраста. Крольчих вакцинируют в любой период беременности. В неблагополучных пунктах по миксоматозу и ВГБК клинически здоровых кроликов и крольчат с 45-дневного возраста подвергают вакцинации. Молодняк через 3 месяца — ревакцинируется.
Каждого кролика прививают отдельной иглой. В течение 20 дней за привитыми кроликами ведется наблюдение. Для внутрикожной вакцинации лучше пользоваться безыгольным инъектором.
Вакцина безвредна для кроликов при внутримышечном, подкожном или внутрикожном введении. Вакцина обеспечивает формирование напряжённого иммунитета с 3-го дня после прививки и продолжается не менее 12 месяцев. Необходимо строго выполнять условия хранения вакцины (хранить в сухом и темном месте при температуре 2—8 °C). Владельцы ЛПХ не всегда соблюдают эти правила, получая нежелательные результаты после проведённой вакцинации. 

## Лечение
Лечение болезни неэффективно и нецелесообразно. Вакцинировать больных кроликов запрещается.

## Меры борьбы
Возбудитель болезни — ДНК-содержащий вирус. Вирус чувствителен к эфиру, формалину и щелочам. Прогревание при температуре 55 °C в течение 25 минут инактивирует вирус. При температуре 8—10 °C вирус сохраняется 3 месяца, в трупе кролика — 7 дней, в высушенных шкурках при температуре 15—20 °C — в течение 10 месяцев.
В угрожаемой зоне производится вакцинация кроликов.
При установлении диагноза на миксоматоз кроликов, хозяйство и населённый пункт объявляется неблагополучным по миксоматозу кроликов, устанавливается карантин с определением границы угрожаемой зоны и проводятся необходимые мероприятия по профилактике и ликвидации болезни: производят убой всех кроликов, трупы сжигают вместе со шкуркой. Мясо заболевших животных в пищу использовать нельзя. В неблагополучном хозяйстве животных, у которых ещё не наступили клинические признаки заболевания, можно забивать на мясо.
На хозяйство, где зафиксирован случай миксоматоза кроликов, накладывают карантин и проводят следующие мероприятия:
- на дорогах и подъездах к хозяйству оборудуются дезбарьеры, дезковрики, которые заправляются 3 % раствором едкого натра. Контакты с домашними и дикими животными пресекаются;
- с целью уничтожения клопов, комаров и других насекомых ежедневно проводится дезинсекция в помещениях для кроликов;
- к работе по обслуживанию кроликов персонал допускается только после смены личной обуви и одежды на спецодежду и спецобувь;
- прекращаются любые связи с другими кролиководческими хозяйствами, автотранспорт используется внутри населённого пункта, не допускается вынос за пределы неблагополучного пункта вещей, инвентаря, оборудования, кормов, продуктов и других предметов;
- спецодежда и спецобувь подлежит ежедневному обеззараживанию в пароформалиновой камере.

## В культуре
- В шестом студийном альбоме британской рок-группы Radiohead есть песня с названием Myxomatosis, где болезнь сравнивается с повышенным вниманием прессы к группе. Вокалист Radiohead Том Йорк так высказался о этой песне:

"Я помню, как в детстве родители указывали мне на мёртвых кроликов на дороге. Я не так много знал о этом вирусе, и даже не знал, как пишется его название, но мне нравилось само это слово. Мне нравилось, как оно звучит"